# 5579 Uhlherr
5579 Uhlherr este o planetă minoră (asteroid), cu un diametru de 2,654 km, din centura de asteroizi. A fost descoperită pe 11 mai 1988 la Observatorul Palomar de Carolyn S. Shoemaker. 
Obiectul prezintă o orbită caracterizată de o semiaxă mare de 1,9490711 UAi, o excentricitate de 0,1, o înclinație de 23,54678 ° în raport cu ecliptica.